# Чубуклинка
Чубуклинка (Сыук-Чишма) — река в России, протекает по Татарстану. Устье реки находится в 6 км по левому берегу реки Шумышка. Длина реки составляет 11 км, площадь водосборного бассейна 46,6 км².

## Данные водного реестра
По данным государственного водного реестра России относится к Камскому бассейновому округу, водохозяйственный участок реки — Кама от Нижнекамского гидроузла и до устья, без реки Вятка, речной подбассейн реки — бассейны притоков Камы до впадения Белой. Речной бассейн реки — Кама.